# Wrong Turn (filmserie)
Wrong Turn is een Amerikaanse filmserie van horrorfilms die bestaat uit zeven films, in eerste instantie gecreëerd door Alan B. McElroy. De films volgen een familie misvormde kannibalen die jagen op groepen mensen. Alle films, behalve de reboot, spelen zich af in West Virginia. De reboot speelt zich af in Ohio.

## Verhaal

### Wrong Turn
Onderweg naar een sollicitatiegesprek krijgt Chris Finn in de bossen van West Virginia een botsing met de auto van een paar tieners. Als ze dan besluiten op zoek te gaan naar hulp, komen ze plotseling tot de ontdekking dat ze achtervolgd worden door een paar gruwelijk mismaakte kannibalen.

### Wrong Turn 2: Dead End
Dale is presentator en producent van zijn eigen tv-show 'The Apocalypse'. In de show worden zes deelnemers zes dagen lang in een woeste omgeving gedropt in de omgeving van West Virgina. De zes deelnemers aan de spelshow komen er al snel achter dat ze het moeten opnemen tegen een misvormde familie kannibalen.

### Wrong Turn 3: Left for Dead
Fonda en haar vrienden gaan voor een paar dagen het bos in. Haar vrienden worden vermoord door een misvormde kannibaal, die in dit bos woont, genaamd Three Finger. Natuurlijk eet hij hen vervolgens op. Fonda zit nu in haar eentje in het bos, maar niet voor lang. Ondertussen worden er een aantal gevaarlijke gevangenen getransporteerd door Nate Warden, een gevangenisbewaarder. Dit is zijn laatste dag, hij wordt na deze klus advocaat. Tijdens het transport rijden ze door het bos heen en wordt de truck aangevallen door Three Finger. Hierdoor ontsnappen er een aantal gevangenen. Wanneer de groep rondzwerft door het bos, vinden ze een verlaten truck volgeladen met zakken vol geld. Maar dan komt Three Finger, die iedereen vermoordt die naar hem op zoek gaat.

### Wrong Turn 4: Bloody Beginnings
Een groep vrienden besluit tijdens hun wintervakantie met een sneeuwscooter rond te trekken. Ze nemen een verkeerde afslag en komen terecht in een storm. Ze zoeken hun toevlucht in een verlaten sanatorium. Door de storm kunnen de vrienden niet naar buiten en ze zijn blij dat ze ergens kunnen verblijven. Maar wat ze niet weten is dat het sanatorium een vreselijk verleden heeft en dat een aantal voormalige patiënten er nog steeds woont. Een dodelijk kat-en-muisspel begint.

### Wrong Turn 5: Bloodlines
In een klein stadje in West Virginia wordt het Mountain Man Festival op Halloween gehouden, waar verklede feestgangers zich verzamelen voor een wilde nacht met muziek en kattenkwaad. Maar de pret wordt bedorven als een familie kannibalen zich verwent met een groep feestende studenten.

### Wrong Turn 6: Last Resort
Een plotselinge en mysterieuze erfenis brengt Danny en zijn vrienden naar Hobb Springs, een vergeten plaats diep in de Heuvels van West Virginia. Hobb Springs wordt onderhouden door de waakzame Jackson en Sally, een onhandig paar dat Danny voorstelt aan zijn lang verloren familie, een clan met de naam Hillicker. Danny leert al snel dat zijn familie een andere manier van leven heeft, die al generaties lang geëerd wordt. Deze oude tradities bestaan uit onder meer kannibalisme en inteelt. Deze praktijken houden de familie sterk. Danny wordt gedwongen te kiezen tussen vrienden en zijn bloedlijn.

### Wrong Turn (2021)
Een cross-county-wandelexpeditie brengt een groep vrienden in het gebied van een in zichzelf gekeerde samenleving. Al snel ontdekken de wandelaars dat er andere regels gelden in dit gebied. De plaatselijke bevolking leeft al honderden jaren in de bergen en heeft het niet zo op met vreemdelingen.

## Productie
| Film                                   | Regisseur      | Schrijver(s)                             | Producer(s)                                    |
| -------------------------------------- | -------------- | ---------------------------------------- | ---------------------------------------------- |
| Wrong Turn (2003)                      | Rob Schmidt    | Alan B. McElroy                          | Brian J. Gilbert                               |
| Wrong Turn 2: Dead End (2007)          | Joe Lynch      | Turi Meyer, Al Septien & Alan B. McElroy | Jeff Freilich                                  |
| Wrong Turn 3: Left for Dead (2009)     | Declan O'Brien | Connor James Delaney                     | Jeffrey Beach                                  |
| Wrong Turn 4: Bloody Beginnings (2011) | Declan O'Brien | Declan O'Brien & Alan B. McElroy         | Erik Feig, Robert Kulzer & Kim Todd            |
| Wrong Turn 5: Bloodlines (2012)        | Declan O'Brien | Declan O'Brien                           | Jeffery Beach, Cherise Honey & Phillip J. Roth |
| Wrong Turn 6: Last Resort (2014)       | Valeri Milev   | Frank H. Woodward                        | UFO International Productions                  |
| Wrong Turn (2021)                      | Mike P. Nelson | Alan B. McElroy                          | James Harris & Robert Kulzer                   |

## Rolverdeling
Legende:
 Gemuteerde antagonisten
 Non-gemuteerde antagonisten
 Slachtoffers
| Personage                          | Film               | Film           | Film             | Film                           | Film               | Film              |
| Personage                          | Wrong Turn         | Dead End       | Left for Dead    | Bloody Beginnings              | Bloodlines         | Last Resort       |
| ---------------------------------- | ------------------ | -------------- | ---------------- | ------------------------------ | ------------------ | ----------------- |
| Three Finger                       | Julian Richings    | Jeff Scrutton  | Borislav Iliev   | Sean Skene Blane Cypurda (j)   | Borislav Iliev     | Radoslav Parvanov |
| Saw Tooth                          | Garry Robbins      |                |                  | Scott Johnson Bryan Verot (j)  | George Karlukovski | Danko Jordanov    |
| One Eye                            | Ted Clark          |                |                  | Dan Skene Tristan Carlucci (j) | Radoslav Parvanov  | Asen Asenov       |
| Baby Splooge/Three Toes            |                    | als baby       | Borislav Petrov  |                                |                    |                   |
| Pa                                 |                    | Ken Kirzinger  |                  |                                |                    |                   |
| Ma                                 |                    | Ashlea Earl    |                  |                                |                    |                   |
| Brother                            |                    | Clint Carleton |                  |                                |                    |                   |
| Sister                             |                    | Rorelee Tio    |                  |                                |                    |                   |
| Old Man/ Old Timer / Maynard Odets | Wayne Robson       | Wayne Robson   |                  |                                | Doug Bradley       |                   |
| Sally                              |                    |                |                  |                                |                    | Sadie Katz        |
| Jackson                            |                    |                |                  |                                |                    | Chris Jarvis      |
| Danny                              |                    |                |                  |                                |                    | Anthony Ilott     |
| Chris Flynn                        | Desmond Harrington |                |                  |                                |                    |                   |
| Jessie Burlingame                  | Eliza Dushku       |                |                  |                                |                    |                   |
| Carly                              | Emmanuelle Chriqui |                |                  |                                |                    |                   |
| Scott                              | Jeremy Sisto       |                |                  |                                |                    |                   |
| Nina Pappas                        |                    | Erica Leerhsen |                  |                                |                    |                   |
| Colonel Dale Murphy                |                    | Henry Rollins  |                  |                                |                    |                   |
| Jake Washington                    |                    | Texas Battle   |                  |                                |                    |                   |
| Nate Wilson                        |                    |                | Tom Frederic     |                                |                    |                   |
| Alex Hale                          |                    |                | Janet Montgomery |                                |                    |                   |
| Floyd                              |                    |                | Gil Kolirin      |                                |                    |                   |
| Carlo Chavez                       |                    |                | Tamer Hassan     |                                |                    |                   |
| Kenia Perrin                       |                    |                |                  | Jennifer Pudavick              |                    |                   |
| Sara                               |                    |                |                  | Tenika Davis                   |                    |                   |
| Bridget                            |                    |                |                  | Kaitlyn Leeb                   |                    |                   |
| Sheriff Angela Carter              |                    |                |                  |                                | Camilla Arfwedson  |                   |
| Billy                              |                    |                |                  |                                | Simon Ginty        |                   |
| Lita                               |                    |                |                  |                                | Roxanne McKee      |                   |
| Toni                               |                    |                |                  |                                |                    | Aqueela Zoll      |
| Vic                                |                    |                |                  |                                |                    | Rollo Skinner     |
| Rod                                |                    |                |                  |                                |                    | Billy Ashworth    |
| Jillian                            |                    |                |                  |                                |                    | Roxanne Pallett   |